# Alfonso Ferrabosco il Giovane
Alfonso Ferrabosco il Giovane, (Greenwich, 1575 circa – 11 marzo 1628) è stato un gambista e compositore inglese di origine italiana. Egli operò a cavallo tra il Rinascimento ed il Barocco.

## Biografia
Era il figlio illegittimo del compositore Alfonso Ferrabosco. La madre potrebbe essere stata Susanna Symons, con la quale Alfonso si sposò in seguito. Ferrabosco il giovane fu messo sotto la protezione di Gomer van Awsterwyke, un nobile membro della corte d'Inghilterra. Nonostante il padre avesse chiesto di portare Alfonso con sé in Italia, dove si trasferì con la moglie, la regina si oppose. Ferrabosco rimase sotto la tutela di Gomer van Awsterwyke fino alla morte di quest'ultimo nel 1592. A quel punto iniziò una brillante carriera come musicista di corte e insegnante di musica del principe Enrico. 

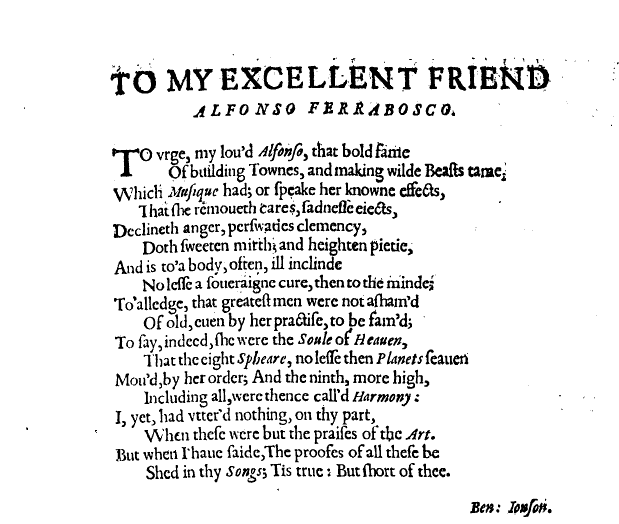
Un poema indirizzato a Ferrabosco da Jonson nel Book of Ayres.

Ferrabosco collaborò con Ben Jonson in diversi progetti, compreso The Masque of Blackness (1605) e compose altra musica. La sua musica venne pubblicata da John Browne nel 1609, compresi un certo numero di poemi di John Donne e Thomas Campion, così come composizioni per liuto e viola da gamba. Ha spesso composto nel nuovo stile barocco, declamatorio, e anche se non andò mai in Italia, era ben consapevole della musica italiana contemporanea.
La sua reputazione venne basata,in gran parte, sulla sua abilità come violista e ancora di più per le sue composizioni per consort di viole. Queste sono state delle opere altamente idiomatiche e piene di virtuosismo. Scrisse anche diversi In Nomine, che furono grandi esempi di quel genere popolare, senza la pedante tendenza che venne in seguito data a molti In nomine. Ferrabosco fu anche uno dei primi a scrivere musica per viola da gamba, insieme a John Cooper e scrisse un libro di lezioni per lyra viol.
Ferrabosco ebbe sempre difficoltà con i debiti, e venne coinvolto in un affare fallito che coinvolgeva vari diritti sul Tamigi, compreso il dragaggio per il prelevamento della ghiaia, e dovette pagare delle ammende per aver operato contro la legge. Dopo la morte, venne tumulato nel suo villaggio natio di Greenwich.